# Ахрамович Едуард Станіславович
Ахрамович Едуард Станіславович (нар. 22 травня 1972 Київ) — український серійний підприємець, засновник і СЕО Art Nation Group, експерт з лояльності та створення фіджитал товарів. Понад 30 років працює у креативній індустрії, має досвід у створенні товарів-блокбастерів та розвитку брендів. Перетворює ідеї у прибутковий бізнес у сферах FMCG, ритейлу, геймдеву та мобільної індустрії. У 2018 році отримав нагороду "Прорив року", а у 2022 році разом з Art Nation Loyalty — "Креатив року" від Спілки Українських Підприємців.

## Біографія
Народився 22 травня 1972 року у Києві. У 1991 року закінчив Київський оптико-механічний технікум. В 1993-1997 вчився у Вищій школі економіки і ділового адміністрування «Ажіо-коледж» (бакалавр). 2001-го року отримав ступінь магістра економічного факультету КДУ ім. Т. Г. Шевченка.
У 2004 році закінчив Інститут інтелектуальної власності при департаменті інтелектуальної власності України. В 2007-2008 роках проходив навчання в Києво-Могилянській бізнес-школі (KMBS).
Підприємницьку діяльність розпочав 1994 року: будучи студентом, вивчаючи теорію економіки, заснував один з перших в Києві музичних магазинів «Два меломана». Основою асортименту були фірмові аудіо-касети з альбомами груп і виконавців в головних музичних напрямках – року, джазу, класики і репа. В магазині працювало 4 продавці на двох змінах (кожний з продавців - спеціаліст в якомусь із жанрів). За півтора року «Два меломани» перетворилися на культове місце збору любителів музики. Того ж року магазин розширив продукцію за рахунок додавання компакт-дисків (в першій партії фірмових дисків, яка прилетіла літаком з Гонконгу, були й диски на замовлення «Двох меломанів»).
1999 року Едуард Ахрамович приймає рішення відкрити окрему компанію для продюсування, купівлі прав і випуску власної продукції. Компанія отримала назву «Національна мультимедійна компанія» (НМК). На дисках випускалися караоке, ігри, MP3, DVD, Video-CD, MP4, енциклопедії. 
З 1999 по 2012 рік був засновником ТОВ "НМК" та ТОВ "НМК-Трейд", які займалися розробкою, виготовленням та просуванням мультимедійних продуктів різних рівнів складності.
На третьому році існування НМК, 2001 року Едуард Ахрамович — засновник Всеукраїнської асоціації комп'ютерних клубів. Це була перша спроба легалізації комп’ютерних ігор і комп’ютерних клубів. Проведена в Києві конференція власників комп'ютерних клубів України об’єднала до цього розрізнених учасників бізнесу. Ахрамовичу делегували права вести перемовини з американськими корпораціями, власниками прав на Counter-Strike і Quake.
2002 року - відкрив компанію «CD-ком». Компанія займалася виробництвом караоке-продукції на ринку СНД. Поїздка в Сеул, Південна Корея, у штаб-квартиру корпорації LG, яка незадовго до цього розпочала комплектувати свої музичні центри і відео-апаратуру дисками з караоке, дала можливість підписати угоду про випуск дисків з українськими піснями (до цього були лише російські).
Також «CD-ком» працювала з компаніями Samsung, BBK, Panasonic, Sony; впускалися музичні диски і комп’ютерні ігри.
Після укладань угод з українськими продюсерами було випущено кілька збірок: одна - на 500 пісень, інша - на 1500. Разом з цим регулярно виходили збірки «Шалений хіт» (по 50 і 100 пісень). Для цього була найнята група, що грала мелодії для караоке (компанія щорічно виплачувала роялті за авторські права до УААСП (Українське агентство з авторських та суміжних прав) і кілька років поспіль була №1 в Україні платником за авторські права.
2004 рік — засновник компанії «Пік-відео», що видавала всю продукцію Home video – DVD, Video-CD, MP4.
2005 року розпочав кінематографічну діяльність, коли відкрив українське представництво дистриб’юторської компанії «Люксор-Україна». Одна з 10 найбільш активних прокатних компаній: на її рахунку був прокат таких хітів як фільм жахів «Спуск» Ніла Маршалла чи «оскарівського» лауреата драми «Зіткнення» Пола Хіггенса.
2010 рік — засновник компанії «Агентство інтернет-прав», яка з 2011 року стала офіційним партнером YouTube. Наразі - єдиний сертифікований партнер пошукового гіганта Google в Україні. 
У 2011 році заснував перше в Україні ліцензійне агентство UDC Licensing Agency, яке займається ліцензуванням в Україні, дизайном і продуктовим дизайном, програмами лояльності, промо-кампаніями і спонсорством. За 7 років існування компанії на ринку послугами UDC скористалися понад 150 компаній, що випустили більше за 3000 одиниць трендових товарів з ліцензованими брендами.
Протягом 2012-2017 років очолював державну кіностудію «Укранімафільм».
Спродюсував перший український повнометражний прокатний анімаційний фільм «Бабай». Мультфільм показувався Україні, Білорусі, Казахстані та РФ. 18 грудня 2014 року вийшов в Україні на рекордній кількості для українського кіно екранах, 99-ти. За перший вік-енд його збори склали 960 тис грн. А загалом, за місяць прокату, збори дійшли до майже 2 млн грн., кількість глядачів – до майже 60 тис.
2016 рік — виступає засновником та СЕО Art Nation Group. Компанія працює на міжнародному ринку. Її головні пропозиції – створення ліцензійних брендів, програм лояльності; маркетингові стратегії. Здійснює продюсерський нагляд, провадить комунікаційну і конкурентну стратегію. Керує комерційними правами селебреті, бібліотекою контенту, створює товари-блокбастери, видає книги з «доповненою реальністю» (AR). 7 складових компанії охоплюють контент на 360º. В своєму портфелі вона має 8 брендів – GAPCHINSKA, Prima Maria, Козаки, Гусь, Dyvooo, Злая девочка, «Капитан Врунгель» і «Остров сокровищ». А серед її партнерів –– відомі українські художники – Євгенія Гапчинська, Едуард Кірич, Надія Кушнір, спадкоємці мисткині Марії Примаченко, зірка українського шоу-бізнесу Оля Полякова, і великі національні мережі АТБ-маркет, ЕпіцентрК, Watsons, Алло; компанії Danone, Vitmark, Біосфера, Lantmannen AXA, Агромат, Віват, Newtone Pharma, Країна іграшок, Leader Snack, Malbi Foods та багато інших.
Art Nation Group є членом Спілки українських підприємців, LIMA (англ. Licensing Industry Merchandiser's Association), Всеукраїнської Рекламної Коаліції, Української асоціації видавців та книгорозповсюджувачів і Європейської Бізнес-асоціації (ЕВА). Щороку бере участь у двох десятках міжнародних виставок, серед яких найбільші BLE, Frankfurter Buchmesse, Las Vegas Licensing Expo та інші.
Едуард Ахрамович входив до складу Експертної комісії з питань кінематографії при Державному агентстві України з питань кіно, є членом Національної спілки кінематографістів України.
2017 рік — засновник компанії Art Nation Loyalty, що спеціалізується на розробці гейміфікованих акцій лояльності для ритейлу та фіджитальних товарах для FMCG. Компанія запустила  понад 30 акцій лояльності в 6 країнах та розробила 7 унікальних застосунків для ритейл-індустрії. Art Nation Loyalty увійшла у перелік 250 перспективних малих та середніх українських компаній за версією Forbes Ukraine (2023).
2023 рік — закінчив Академію державного та корпоративного управління (Ukrainian Corporate Governance Academy) за напрямком Корпоративне управління. Також навчався у Аспен Інститут Київ.  Виступає ментором у бізнес-спільноті Board та є членом СУП (Спілки Українських Підприємців).
2024 рік — разом з Art Nation Loyalty отримав премію "Найкраща трейд-маркетингова кампанія запуску нового продукту” спільно з мережею Аптек 9-1-1 в рамках першої національної премії Big Trade-Marketing Award-2024.

## Проекти
2018 рік започаткував разом з компанією «Нова пошта» проект WoWbox[прояснити], що охоплює всі області України. Проект стартував 1 грудня 2018 року.

## Сімейне становище
Одружений, виховує дитину.

## Фільмографія
Виступив продюсером або генеральним продюсером наступних фільмів:
- «Двісті перша», короткометражний анімаційний фільм (2013)
- «Лежень», короткометражний анімаційний фільм (2013)
- «Птахи», короткометражний анімаційний фільм (2013)
- «Бабай», повнометражний анімаційний фільм (2014)
- «Халабудка», короткометражний анімаційний фільм (2014)
- «Атракціон», короткометражний анімаційний фільм (2014)
- «Пригоди Котигорошка та його друзів», 4-серійний анімаційний міні-серіал (2014)
- «Лахмітко», короткометражний анімаційний фільм (2016)
- «Козаки. Футбол», 26-серійний анімаційний серіал (2016)
- «Кобзар 2015», короткометражний анімаційний фільм (2017)
- «Козаки. Навколо світу» — 3-серійний анімаційний серіал (2018)